# Pillainus volvicollis
Pillainus volvicollis is een eenoogkreeftjessoort uit de familie van de Lernaeidae. De wetenschappelijke naam van de soort is voor het eerst geldig gepubliceerd in 1983 door Kabata.